# Caryedes fuscicrus
Caryedes fuscicrus là một loài bọ cánh cứng trong họ Bruchidae. Loài này được Motschulsky miêu tả khoa học năm 1874.